# ميخائيل ويلان (أستاذ جامعي)
ميخائيل ويلان (بالإنجليزية: Michael J. Whelan)‏ هو فيزيائي بريطاني، ولد في 2 نوفمبر 1931.

## وصلات خارجية
- الموقع الرسمي